# Jonathan Cheever
Jonathan Cheever (Boston, 17 aprile 1985) è uno snowboarder statunitense.

## Biografia
In Coppa del Mondo ha esordito il 11 marzo 2006 a Lake Placid (22ª).
Nel 2018 ha preso parte ai XXIII Giochi olimpici invernali a Pyeongchang venendo eliminato nelle batterie e concludendo in ventottesima posizione nella gara di snowboard cross.

## Palmarès

### Coppa del Mondo
- Miglior piazzamento nella Coppa del Mondo di snowboard: 6º nel 2009.
- 5 podi:
  - 2 secondi posti;
  - 3 terzi posti